# Boones Mill
Boones Mill – miasto w Stanach Zjednoczonych, w stanie Wirginia, w hrabstwie Franklin.